# Lakeside (Florida)
Lakeside és una concentració de població designada pel cens dels Estats Units a l'estat de Florida. Segons el cens del 2000 tenia 30.927 habitants.

## Demografia
Segons el cens del 2000, Lakeside tenia 30.927 habitants, 10.753 habitatges, i 8.785 famílies. La densitat de població era de 788,2 habitants/km².
Dels 10.753 habitatges en un 42,1% hi vivien nens de menys de 18 anys, en un 66,6% hi vivien parelles casades, en un 11,5% dones solteres, i en un 18,3% no eren unitats familiars. En el 14,1% dels habitatges hi vivien persones soles el 4% de les quals corresponia a persones de 65 anys o més que vivien soles. El nombre mitjà de persones vivint en cada habitatge era de 2,87 i el nombre mitjà de persones que vivien en cada família era de 3,15.
Per edats la població es repartia de la següent manera: un 28,4% tenia menys de 18 anys, un 8,7% entre 18 i 24, un 29,4% entre 25 i 44, un 25,8% de 45 a 60 i un 7,6% 65 anys o més.
L'edat mediana era de 36 anys. Per cada 100 dones de 18 o més anys hi havia 92,9 homes.
La renda mediana per habitatge era de 52.013 $ i la renda mediana per família de 56.254 $. Els homes tenien una renda mediana de 36.787 $ mentre que les dones 25.703 $. La renda per capita de la població era de 20.785 $. Entorn del 3,6% de les famílies i el 4,5% de la població estaven per davall del llindar de pobresa.

## Poblacions més properes
El següent diagrama mostra les poblacions més properes.